# Discografia di Lenny Kravitz
Questa pagina contiene la discografia del cantante statunitense Lenny Kravitz.

## Album in studio
- 1989 – Let Love Rule
- 1991 – Mama Said
- 1993 – Are You Gonna Go My Way
- 1995 – Circus
- 1998 – 5
- 1999 – 5 (Nuova Versione)
- 2001 – Lenny
- 2004 – Baptism
- 2008 – It Is Time for a Love Revolution
- 2011 – Black and White America
- 2014 – Strut
- 2018 – Raise Vibration
- 2024 – Blue Electric Light

## Raccolte

### Compilation
- 2000 – Greatest Hits
- 2008 – Greatest Hits 2

### Boxset
- 2001 – Let Love Rule/Mama Said
- 2002 – Let Love Rule/Mama Said/Are You Gonna Go My Way
- 2003 – 5/Lenny
- 2004 – Lenny/Baptism

## Extended play
- 1994 – Spinning Around Over You
- 1995 – Is There Any Love in the World?

## Singoli
- 1989 – Let Love Rule
- 1990 – I Build This Garden for Us
- 1990 – Mr. Cab Driver
- 1990 – Be
- 1991 – Does Anybody Out There Even Care
- 1991 – Always on the Run
- 1991 – It Ain't Over 'til It's Over
- 1991 – Stand by My Woman
- 1991 – What the Fuck Are We Saying?
- 1991 – Stop Draggin' Around
- 1991 – What Goes Around Comes Around
- 1993 – Are You Gonna Go My Way
- 1993 – Believe
- 1993 – Heaven Help
- 1993 – Is There Any Love in Your Heart
- 1993 – Spinning Around Over You
- 1994 – Deuce
- 1995 – Rock and Roll Is Dead
- 1995 – Circus
- 1996 – Can't Get You Off My Mind
- 1996 – The Resurrection
- 1998 – I Belong to You
- 1998 – If You Can't Say No
- 1998 – Thinking of You
- 1999 – Fly Away
- 1999 – Black Velveteen
- 1999 – American Woman
- 2000 – Again
- 2001 – Dig In
- 2002 – Stillness of Heart
- 2002 – Believe in me
- 2002 – If I Could Fall in Love
- 2004 – Show Me Your Soul (con P. Diddy, Loon e Pharrell Williams)
- 2004 – Where Are We Running?
- 2004 – California
- 2004 – We want peace
- 2004 – Storm (con Jay-Z)
- 2004 – Calling All Angels
- 2004 – Lady
- 2007 – Bring It On
- 2007 – I'll Be Waiting
- 2008 – Love Love Love
- 2008 – Dancin' Til Dawn
- 2011 – Come On Get It
- 2011 – Stand
- 2011 – Rock Star City Life
- 2011 – Push
- 2014 – The Chamber
- 2014 – Sex
- 2014 – Strut
- 2014 – New York City
- 2014 – The Pleasure and the Pain
- 2018 – It's Enough!
- 2018 – Low
- 2018 – 5 More Days 'Til Summer
- 2019 – Johnny Cash
- 2020 – Here to Love
- 2020 – Ride
- 2023 – TK421
- 2023 – Road to Freedom
- 2023 – I Believe in Love Again (feat. Peggy Gou)
- 2023 – Burn It Down, Burn It Loud
- 2024 – Human
- 2024 – Paralyzed
- 2024 – Fly (con Quavo)